# Tarenna truncatocalyx
Tarenna truncatocalyx là một loài thực vật có hoa trong họ Thiến thảo. Loài này được (Guillaumin) Bremek. miêu tả khoa học đầu tiên năm 1934.